# معركة بود داجو الأولي
معركة بود داجو الأولي و تعرف أيضاً باسم مذبحة جبل داجو وهي معركة خاضتها الولايات المتحدة الأمريكية ضد المترديين المورويين في مارس 1906، خلال ثورة المورو والتي كانت مرحلة من مراحل الحرب الفليبينية الأمريكية، اشتركت البحرية الأمريكية وفتحت النار على المقاوميين المسلميين المورويين، لم تكن الكفة متوازنة الأسلحة الأمريكية الحديثة ضد الأسلحة التقليدية للمورويين وانتهت المعركة بحفرة مذبحة المورو.
خلال المعركة 970 جندي وضابط بقيادة العقيد جي دبليو دنكان هجموا على الموريين عند فوهة البركان حيث يسكن 800 إلى 1000 من القرويين من ضمنهم النساء والأطفال.
و قد كتب هيرمان هيجدونغ والذي كان كاتباً قبل الحرب العالمية الثانية بأن مقاومة الموريين كانت الاشد على الإطلاق في الحرب الفليبينية الأمريكية، وقد كانت نصر للأمريكيين ولكنها كانت انهيار في العلاقات بين أهالي مورو والأمريكيين، لانها كانت الأشد دموية من بين كل الاشتباكات التي حدثت في الثورة الموروية، من بين المئات لم ينج سوى 6 أشخاص، بينما قُتل 15 إلى 21 من الطرف الأمريكي وجُرح 75 جندي.